# Регионална лига Републике Српске у фудбалу 2020/21.
Регионална лига Републике Српске у фудбалу 2020/21. је тринаесто по реду такмичење Регионална лиге Републике Српске у организацији Фудбалског савеза Републике Српске. У сезони 2020/21. се такмичило 50 клубовa  у четири групе, од чега у Групи Запад 14 ,Групи Центар и Групи Исток  16 , те у Групи Југ 4 клубa.

## Резултати групе Запад
- https://fsrs.org/sr-BA/takmicenja-regionalne-lige-zapad.html Архивирано на веб-сајту  (24. септембар 2020)

## Резултати групе Центар
- https://fsrs.org/sr-BA/takmicenja-regionalne-lige-centar.html Архивирано на веб-сајту  (29. октобар 2020)

## Резултати групе Исток
- https://fsrs.org/sr-BA/takmicenja-regionalne-lige-istok.html Архивирано на веб-сајту  (24. септембар 2020)

## Резултати групе Југ
- https://fsrs.org/sr-BA/takmicenja-regionalne-lige-jug.html Архивирано на веб-сајту  (24. септембар 2020)

## Спољашњe везе
- https://fsrs.org/sr-BA/